# いすゞ・パンサー
パンサー（PANTHER）は、いすゞ自動車がインドネシアなど東南アジア地域で製造・販売していた普通乗用車。

## 概要
生産はインドネシア・パンチャモーターで、ファスターやロデオのコンポーネントを流用しつつも、オリジナルシャシとなっている。3列シートのMPVとピックアップトラック（但し税法上の関係で後輪駆動のみ）が設定されている。
エンジンは2.5Lディーゼル(4JA1型)と、同ターボ(4JA1-L型)。第34回東京モーターショーに、「いすゞ・160」として参考出品されていた。
また、このモデルにオペルの2.2Lガソリンエンジンを積んだシボレー・タベラというモデルも存在し、インドネシアのほか、インドではノックダウン方式で生産が行われていた。

## 初代（1991年 - 2000年）
- 1991年に、インドネシアにおいて「アジア地域専用車」として生産・販売を開始。
- 1997年より、フィリピンにおいてCROSSWIND（クロスウィンド）の名称で販売開始。また、ベトナムでもHi-Lander（ハイランダー）の名称で販売されていた。

## 2代目（2000年-2020年）
- 2000年9月6日、フルモデルチェンジ。但しピックアップトラックは初代の継続生産となった。
- 2002年 第13回アニュアル・ナショナル・コンシューマーズ・アワーズのAUV部門を受賞。
- 2011年 "Auto Focus People’s Choice Awards"の2011年度最優秀AUV賞を受賞、4年連続の受賞を納めている[1]。
- 2017年 フィリピン・インドでの生産を終了。
- 2020年2月、インドネシア環境林業省の規制により、ディーゼルエンジンはユーロ4排出基準を満たすことが義務付けられたため、生産終了[2]。

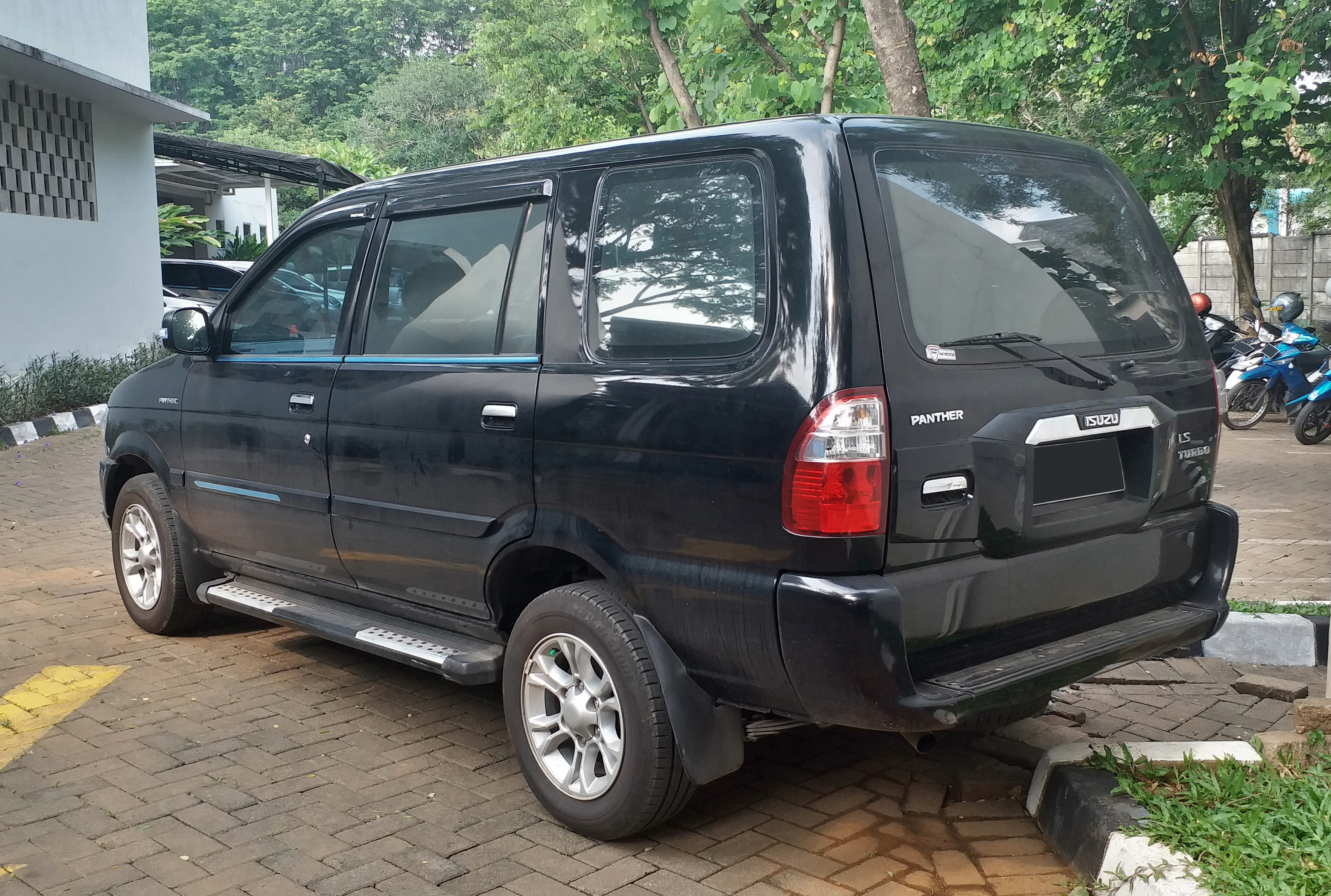
LSターボ（後期型）後部

## 生産工場
インドネシア・パンチャモーター

## 車名の由来
- 速さ、強さをイメージさせる動物「パンサー＝豹(ヒョウ)」から命名された。